# Alvinactis chessi
Alvinactis chessi is een zeeanemonensoort uit de familie van de Actinoscyphiidae. De wetenschappelijke naam van de soort is voor het eerst geldig gepubliceerd in 2009 door Zelnio, Rodríguez & Daly.